# گورولوپوتا
گورولوپوتا (به لاتین: Gurulupota) یک منطقهٔ مسکونی در سری‌لانکا است که در استان مرکزی (سری‌لانکا) واقع شده‌است.